# Sielec (Sosnowiec)

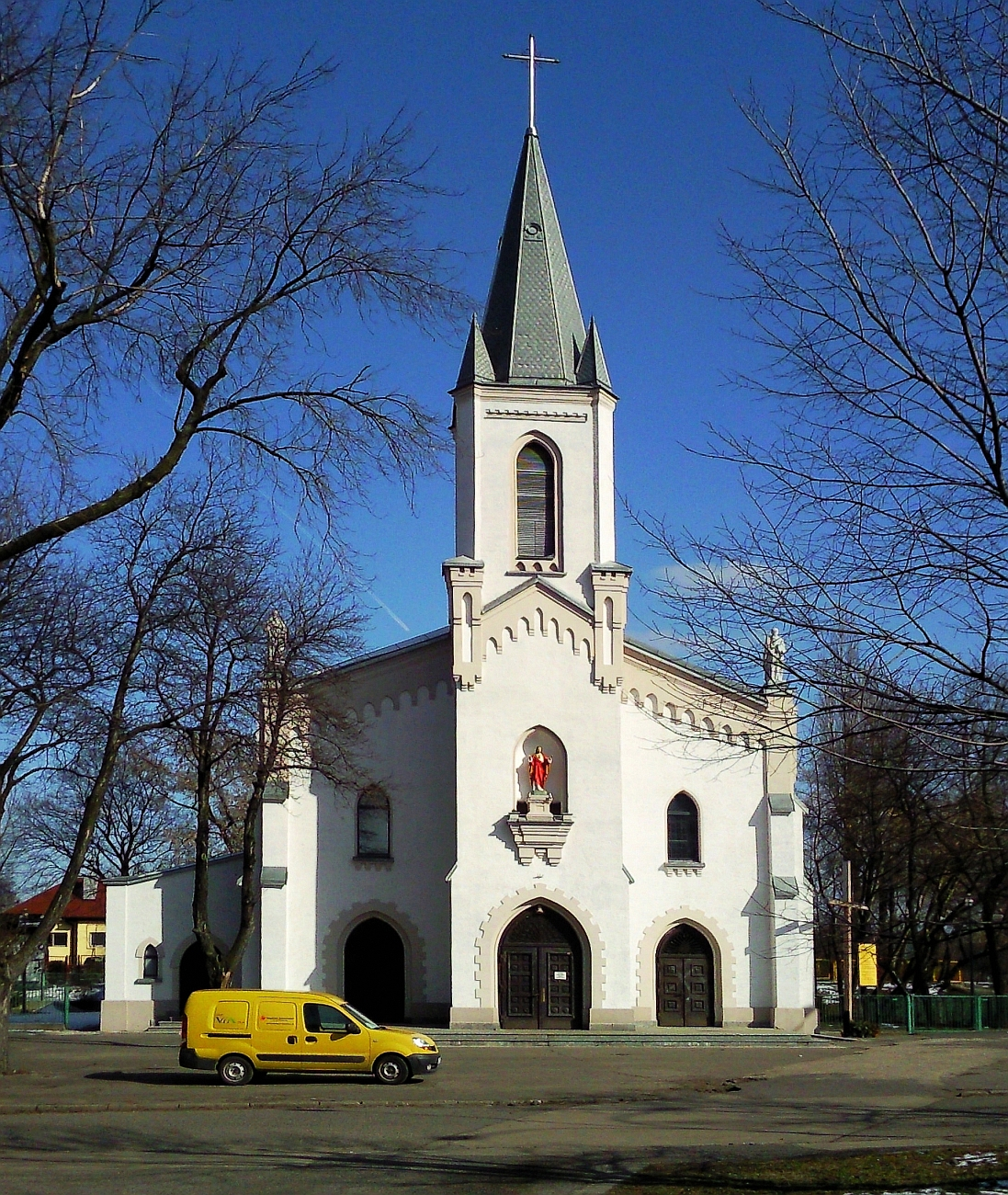
Kościół św. Barbary w dzielnicy Sielec

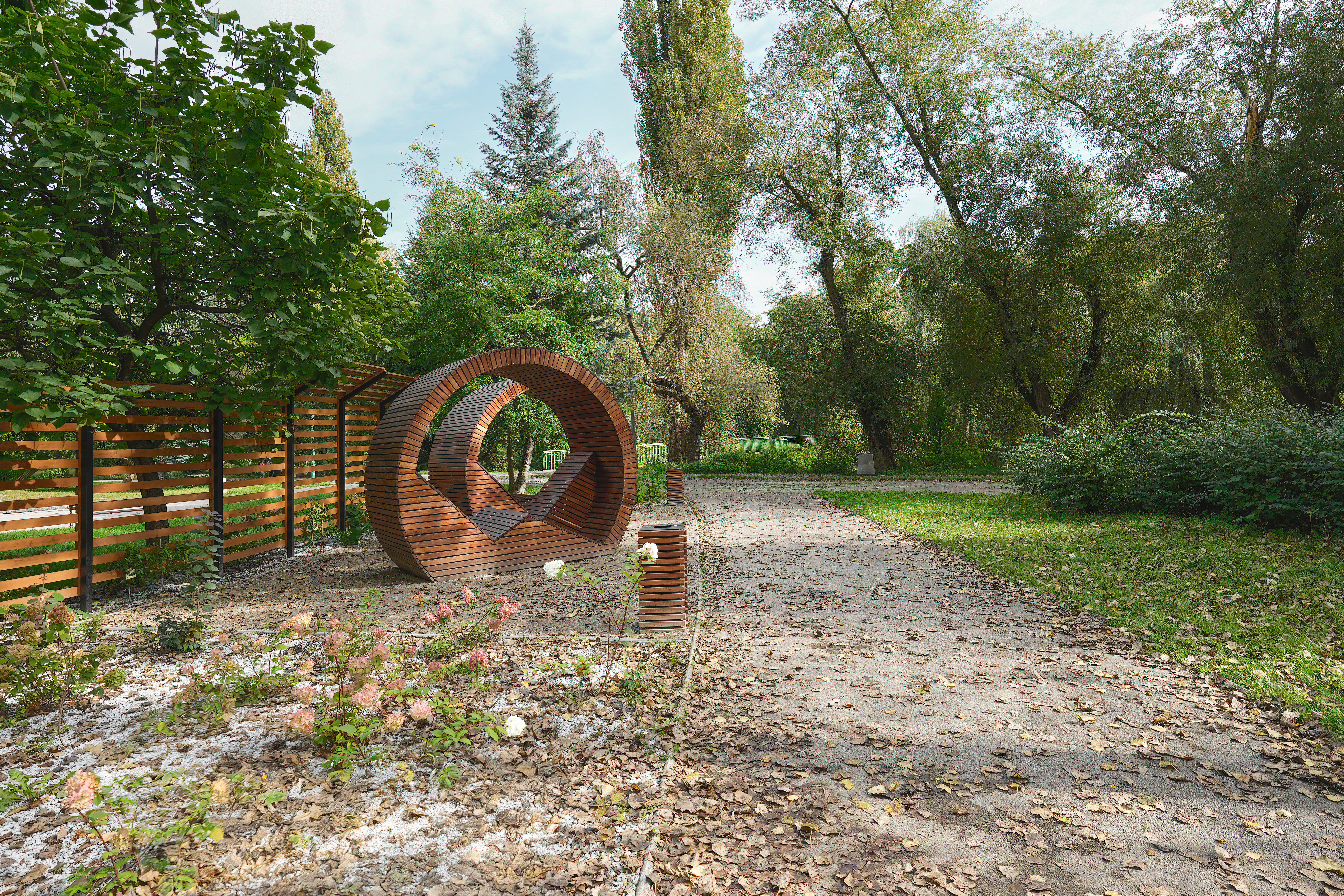
Park Sielecki

Sielec – centralna dzielnica Sosnowca. Jako wieś, razem z Ostrą Górką, Pogonią, Radochą, Nowym Sosnowcem i Starym Sosnowcem, zapoczątkował na mocy ukazu carskiego w 1902 r. miasto Sosnowice, późniejszy Sosnowiec.
Graniczy od północy ze Środulą i Zagórzem, od wschodu z Klimontowem, od południa z Dańdówką i Dębową Górą a od zachodu z Pogonią i Śródmieściem, stykając się z historyczną Ostrą Górką, którą to granicę wyznacza przepływająca tutaj rzeka Czarna Przemsza.
Fragmentem zachodnich obrzeży przebiega historyczna linia Kolei Warszawsko-Wiedeńskiej.

## Historia
Sedlecz, Siedlce, Sielce – nazwy średniowieczenej osady rycerskiej, położonej przy szlaku z Będzina do Mysłowic. Najstarszy zachowany dokument, wymieniający tę wieś, pochodzi z 1361 r.. Wówczas to osada przeszła z rąk Abrahama z Goszyc na własność Ottona z Pilczy (Pilicy). Na przestrzeni długich dziejów wieś należała do wielu możnych rodów. Właścicielami Sielca byli m.in. podczaszy królewski Piotr Szafraniec, Wisław i Piotr z Mysłowic, Jaroccy, Minorowie, a w XVIII wieku Modrzewscy, Tęgoborscy, Zulińscy i Stojowscy. Z początkiem XIX wieku Sielec przeszedł w ręce niemieckie. Należał do pruskiego generała Schimmelpfeniga von der Oye (1802–1814), księcia Ludwika zu Anhalt-Coethen (do 1836 r.), Szarloty von Stolberg-Wernigerode, a od 1856 r. do hrabiego Jana Renarda.. W 1620 r. ówczesny właściciel osady, Sebastian Minor z Przybysławic, wybudował w miejscu dawnej średniowiecznej fortalicji zamek, który przetrwał do dziś. W 1824 r. Sielec wraz z zamkiem zniszczył pożar. Odbudowa zamku trwała do 1832 r.. W 1806 r. uruchomiono w Sielcu kopalnię węgla kamiennego pod nazwą "Nadzieja Ludwika", która zapoczątkowała na tym terenie rozwój przemysłu górniczego. Czynna do 1864 r. należała do dziedziców majątku Sielce-Modrzejów. Ponownie uruchomiona przez spadkobierców hrabiego Renarda pod nazwą "Ludwik" eksploatowana była z przerwami do 1906 r.. W latach 70. XIX wieku powstała kopalnia odkrywkowa "Fanny". Właściwy jej rozwój przypada na lata 80., kiedy wybudowano szyby wydobywcze "Eulenburg" i "Renard". Kopalnia była własnością spadkobierców hrabiego Renarda, a następnie utworzonego przez nich Gwarectwa, w którym większość udziałów posiadał kapitał francuski. W 1883 r. kopalnię przemianowano na "Renard", od 1946 r. nosiła nazwę "Sosnowiec" i była wiodącym zakładem wydobywczym w okolicy. Kopalnia Węgla Kamiennego „Sosnowiec” zakończyła działalność w grudniu 1997 r.. W 1881 r. pojawił się tu również przemysł hutniczy za sprawą budowy na granicy z Konstantynowem huty "Katarzyna". Ostatnim sołtysem wsi Sielec, przed jej włączeniem na mocy ukazu carskiego w 1902 r. do nowo powstałego miasta Sosnowice, a późniejszego Sosnowca, był Antoni Dziedzic. W 1928 r. uruchomiono pierwsze połączenie tramwajowe z sosnowieckiego Śródmieścia do Będzina, a w latach 1933–1935 zbudowano z kolei miejską linię z Milowic do Konstantynowa. 1 czerwca 1939 r. uruchomiono pierwsze połączenie autobusowe na trasie ze Śródmieścia Sosnowca do Dąbrowy  Górniczej. 22 lipca 1964 r. w Parku Sieleckim oddano do użytku amfiteatr, który posiadał widownię mogącą pomieścić ok. 8 tys. osób. 16 września 1967 r. na centralnym placu parku odsłonięto Pomnik Czynu Rewolucyjnego, który przez lata był wizytówką Sosnowca i cieszył się dużą popularnością wśród mieszkańców miasta. Jego otoczenie było stałym miejscem obchodów uroczystości państwowych. W 1972 r. pod pomnikiem gościł przywódca Kuby Fidel Castro, a w 1974 r. przywódca Związku Radzieckiego Leonid Breżniew. Pomnik zdemontowano w maju 1991 r..  

## Podział dzielnicy
Sielec posiada swoją udokumentowaną historię sięgającą średniowiecza. Według różnych kryteriów można w jego obszarze wyodrębnić mniejsze rejony. 
- Osiedle Brzozowy Stok[11]
- Osiedle Jaskółek[12]
- Osiedle Kukułek[13]

oraz historyczne:
- Dębowa Góra[14]

- Osiedle Cegielnia[15]

- Stary Sielec i Nowy Sielec[16]
- Pekin Katarzyński
- Konstantynów wraz z Katarzyną[16]
- Kuźnica, która jest dawną osadą na dobrach sieleckich[14]

## Edukacja
Placówki oświatowe: Zespół Szkół Muzycznych w Sosnowcu, Technikum nr 6 Grafiki, Logistyki i Środowiska im. Legionów Polskich, Technikum nr 3 w Centrum Kształcenia Zawodowego i Ustawicznego, Szkoła Podstawowa nr 6 im. Juliusza Słowackiego, Sportowa Szkoła Podstawowa nr 17, Przedszkole Miejskie nr 27, Przedszkole Miejskie nr 30 oraz Niepubliczne Przedszkole „Akademia Kolorowych Podróży”.

## Religia
Na terenie Siecla działają Parafia św. Barbary oraz Parafia Niepokalanego Poczęcia Najświętszej Maryi Panny, które należą do rzymskokatolickiej diecezji sosnowieckiej, a także siedziba Kurii Diecezjalnej w Sosnowcu, która stanowi aparat administracyjny biskupa sosnowieckiego. 

## Zabytki
- Kompleks zamkowy[19]
  - Zamek Sielecki
  - Park Sielecki

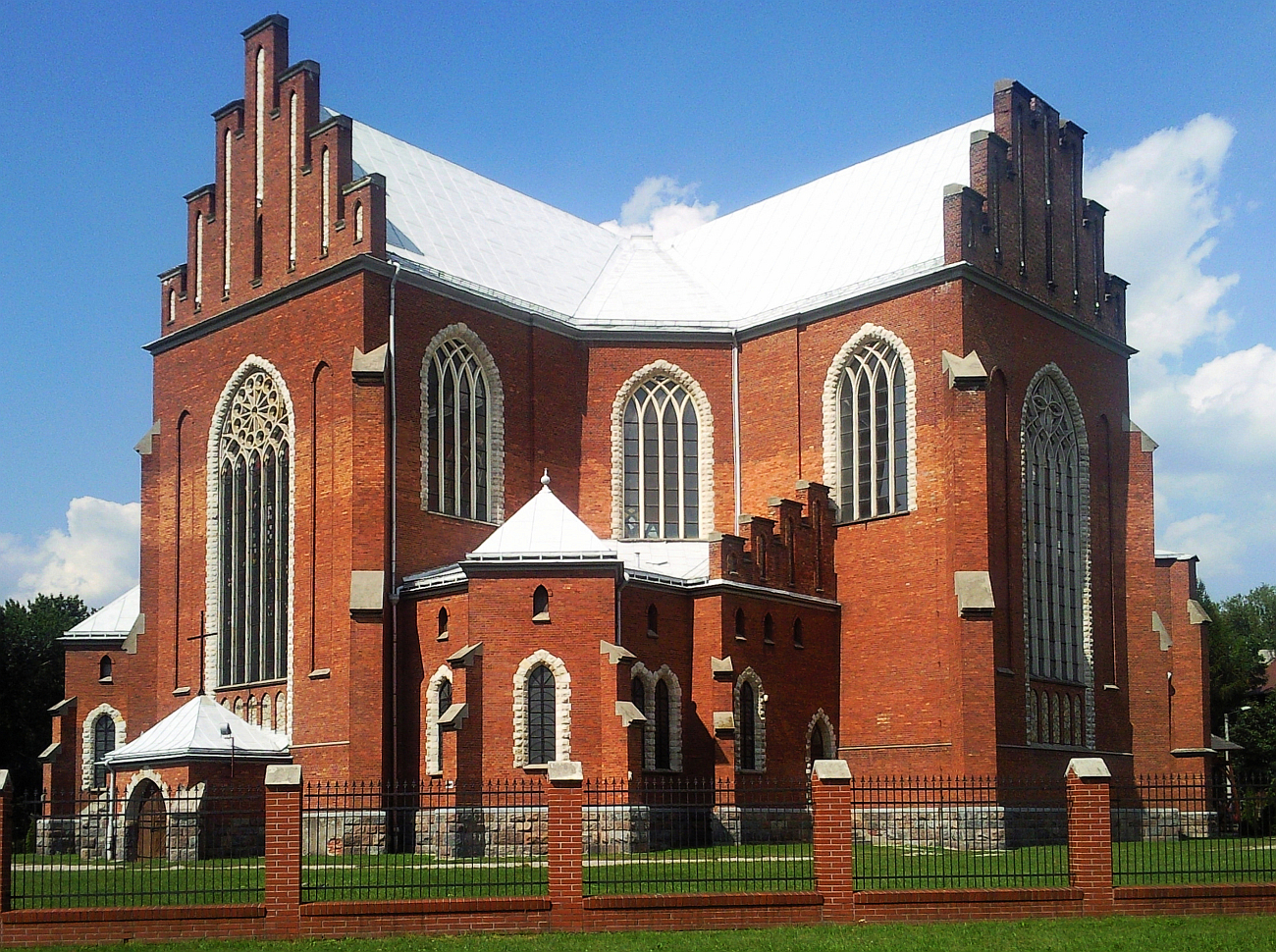
Kościół Niepokalanego Poczęcia NMP

  - Baszta, pozostałość murów otaczających zamek sielecki
- Kościół Niepokalanego Poczęcia Najświętszej Maryi Panny
- Kościół św. Barbary
- Browar Sielecki

## Inne obiekty i miejsca

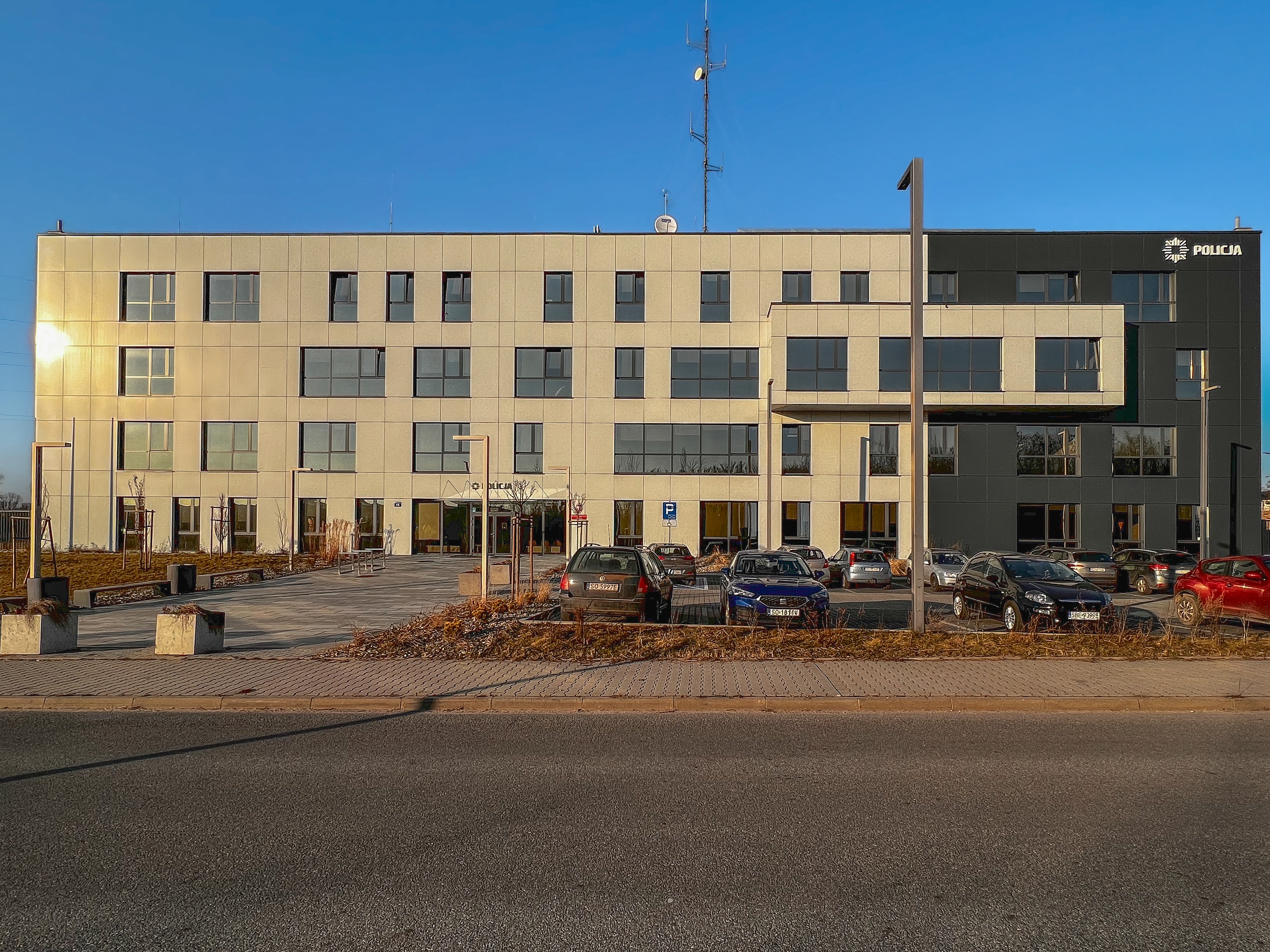
Komenda Miejska w ramach Centrum Sprawiedliwości w Sosnowcu-Sieclu

- Pomnik „Wolność, Praca, Godność” w Parku SIeleckim
- Pomnik Aleksego Bienia w Parku Sieleckim
- Sosnowieckie Centrum Sztuki – Zamek Sielecki

- Komenda Miejska Policji w Sosnowcu przy ul. Aleksandra Janowskiego 1
- Prokuratura Rejonowa w Sosnowcu przy ul. Aleksandra Janowskiego 14
- Sąd Rejonowy w Sosnowcu przy ul. Kaliskiej 7
- SPZOZ Rejonowe Pogotowie Ratunkowe w Sosnowcu przy ul. Kombajnistów 76[20]
- Powiatowa Stacja Sanitarno-Epidemiologiczna przy ul. Pogotowia 1
- Zespół Szkół Muzycznych w Sosnowcu przy ul. Wawel 2
- Stadion Zimowy w Sosnowcu – lodowisko Miejskiego Ośrodka Sportu i Rekreacji
- Kąpielisko Miejskiego Ośrodka Sportu i Rekreacji[21]
- Korty Tenisowe im. Henryka Skoneckiego Miejskiego Ośrodka Sportu i Rekreacji[22]
- Ściana wspinaczkowa Poziom 450[23]